# Янош Фаркаш
Янош Фаркаш (угор. Farkas János, нар. 27 березня 1942, Будапешт — пом. 29 вересня 1989, Будапешт) — угорський футболіст, що грав на позиції нападника. Бронзовий призер Євро-1964 і олімпійський чемпіон Токіо-1964. Найкращий бомбардир чемпіонату Угорщини (1962).
Протягом усієї кар'єри виступав за «Вашаш», а також національну збірну Угорщини.

## Клубна кар'єра
Народився 27 березня 1942 року в місті Будапешт. Вихованець юнацької команди László Kórház.
У дорослому футболі дебютував 1959 року виступами за команду «Вашаш», кольори якої і захищав протягом усієї своєї кар'єри гравця, що тривала чотирнадцять років. Більшість часу, проведеного у складі «Вашаша», був основним гравцем атакувальної ланки команди і одним з головних бомбардирів команди, маючи середню результативність на рівні 0,58 голу за гру першості. З командою Янош чотири рази чемпіоном країни (1961, 1962 1965, 1966), зігравши загалом в чемпіонаті 290 матчів, в яких забив 169 голів. А у сезоні 1966 року він забив 25 голів в 26 матчах, ставши найкращим бомбардиром чемпіонату. Крім того у Кубку Угорщини загалом він зіграв 33 матчів і забив 19 голів.
Він закінчив свою кар'єру досить рано, у віці 30 років, і став кулінаром.
Помер 29 вересня 1989 року на 48-му році життя у місті Будапешт від серцевого нападу.

## Виступи за збірну
13 грудня 1961 року дебютував в офіційних матчах у складі національної збірної Угорщини в товариській грі проти збірної Чилі (0:0).
У складі збірної був учасником чемпіонату світу 1962 року у Чилі, чемпіонату Європи 1964 року в Іспанії, на якому команда здобула бронзові нагороди, футбольного турніру на Олімпійських іграх 1964 року у Токіо, здобувши того року титул олімпійського чемпіона, та чемпіонату світу 1966 року в Англії.
Протягом кар'єри у національній команді, яка тривала 9 років, провів у формі головної команди країни 33 матчі, забивши 19 голів.

## Титули і досягнення
- Чемпіон Угорщини (4):

«Вашаш»: 1960—1961, 1961—1962, 1965, 1966
- Володар Кубка Мітропи (4):

«Вашаш»: 1960, 1962, 1965, 1970
- Найкращий бомбардир чемпіонату Угорщини: 1966 (25 голів)
- Чемпіон Європи (U-18): 1960
- Олімпійський чемпіон: 1964